# Gundslev Sogn
Gundslev Sogn er et sogn i Falster Provsti (Lolland-Falsters Stift).
I 1800-tallet var Gundslev Sogn et selvstændigt pastorat. Det hørte til Falsters Nørre Herred i Maribo Amt. Gundslev sognekommune blev ved kommunalreformen i 1970 indlemmet i Nørre Alslev Kommune, der ved strukturreformen i 2007 indgik i Guldborgsund Kommune.
I Gundslev Sogn ligger Gundslev Kirke.
I Gundslev Sogn findes flg. autoriserede stednavne:
- Farnæs Pynt (areal)
- Farnæs Skov (areal)
- Gundslev (bebyggelse, ejerlav)
- Havnsø (bebyggelse, ejerlav)
- Havnsø Næb (areal)
- Sibirien (bebyggelse)
- Skerne (bebyggelse, ejerlav)
- Skovby (bebyggelse, ejerlav)
- Skovby Nor (areal)
- Sortsø (bebyggelse, ejerlav)